# مذبذب تسلا

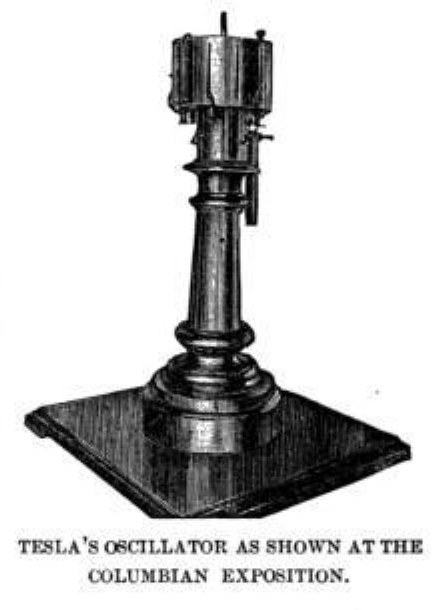
المذبذب الذي عُرضَ في شرح تسلا في المعرض العالمي الكولومبي عام 1893.

مُذَبذِب تسلا الكهروميكانيكي (بالإنجليزية: Tesla's electro-mechanical oscillator)‏ هو مولدٌ كهربائي يعمل بالبخار، تعود براءة اختراعه إلى نيكولا تسلا عام 1893. لاحقًا، ادعى تسلا أنَّ نسخةً واحدةً من المذبذب أدت إلى زلزالٍ في مدينة نيويورك عام 1898، ومن هنا اكتسب اسمه الشعبي «آلة زلزال تسلا».

## الوصف
مذبذب تسلا هو مولدٌ كهربائي ترددي، حيثُ يُجَبَّر فيه البخار على الدخول في المذبذب، والخروج من خلال سلسلة من المنافذ، مما يدفع المكبس لأعلى ولأسفل، مما يؤدي إلى اهتزازه لأعلى ولأسفل بسرعةٍ عاليةٍ لإنتاج الكهرباء. يكون غلاف المذبذب قويًا للضرورة، وذلك لانَّ درجات الحرارة الناتجة عن تسخين الضغط في الغرفة العلوية تتجاوز 200 درجة، ويبلغ الضغط 400 نقطة في البوصة. تَستخدم بعض الإصدارات الهواء المحبوس خلف المكبس كضغطٍ هوائي، مما يزيد من الكفاءة. هناك إصدارٌ آخر يستخدم المغناطيس الكهربائي للتحكم في وتيرة تذبذب المكبس.
طور تسلا العديد من إصدارات المذبذب، ونُظر إليه كبديلٍ ممكن لمحركات البخار التبادلية غير الفعالة المُستخدمة في تشغيل المولدات، ولكن استُبدل بتطوير توربيناتٍ بخارية عالية الكفاءة. استخدم تسلا أيضًا التذبذب القابل للضبط المنتظم في الجهاز لضبط التردد في تجارب الإرسال الكهربائية واللاسلكية عالية التردد. هناك أيضًا ادعاءات بأنه كان له تأثير فسيولوجي على الأشخاص الذين يتعرضون لاهتزازاته حيث كان بمثابة ملين يؤدي إلى ذهاب الأشخاص فورًا إلى الحمام بعد التعرض له.

## إدعاءات الزلزال
في عام 1935 وفي حفل ميلاده السنوي حيث يُقيم لقاءً صحفيًا، روى تسلا البالغ من العمر آنذاك 79 عامًا قصةً، حيث ادعى أن نسخة من مذبذبه الميكانيكي تسببت في اهتزازاتٍ شديدة في الهياكل، كما سببت زلزالًا في وسط مدينة نيويورك. تتضمن السيرة الذاتية للمراسل جون جيه أونيل لنيكولا تسلا نسخة من هذه القصة (لكن تاريخ الرواية غير مُبين).
إحدى أشكال القصة، كانت بأنَّ تجربة تسلا على نسخةٍ صغيرة من مذبذبه الميكانيكي في مختبره في شارع إيست هيوستن 46 بالقرب من حي مانهاتن في سوهو، حيثُ قال تسلا أن المذبذب كان طوله حوالي 18 سم (7 بوصة)، ويزن باوند أو باوندين؛ وصفه بأنهُ شيءٌ «يمكنك وضعه في جيب معطفك». عند نقطة ما أثناء تجربة المذبذب، ادعى أنه ولدَ صدًى في العديد من المباني مما تسبب في شكاوٍى للشرطة، ومع تزايد السرعة، قال إن الآلة تأرجحت على تردد الصدى في المبنى الذي كان يتواجد فيه، وفي الوقت الذي أدرك فيه الخطر الحاصل، قام باستعمال مطرقةٍ ثقيلة لإنهاء التجربة، وذلك عند وصول الشرطة. ذكرت راوياتٌ أُخرى أنَّ تسلا حطم الجهاز قبل وصول الشرطة، وكان هناك معدات متعددة الأطنان في الطابق السفلي تتحرك في جميع الأنحاء، أما روايةٌ أخرى تذكر أن تسلا حمل المذبذب على مبنى قيد الإنشاء وتسبب في اهتزازه بعنفٍ شديد، مما جعل عمال الصلب الذين يعملون في المبنى في حالةٍ من الذعر.
في عام 1935، زعم تسلا أيضًا أن المذبذب الميكانيكي يمكن أن يدمر مبنى إمباير ستيت باستعمال «خمسة أرطال من ضغط الهواء» إذا رُكِّبَ على العارضة في المبنى، وأنه يتوقع أن يكسب 100 مليون دولار من المذبذب في غضون عامين.

### مدمرو الخرافات
استُكشف المذبذب/آلة الزلازل في عام 2006 في الحلقة 60 - «آلة الزلزال»، حيثُ قام مدمرو الخرافات بصنع جهازٍ يعمل بالكهرباء بدلاً من البخار، مما أنتج اهتزازاتٍ يمكن الشعور بها على بعد مئات الأقدام، لكن لم يحدث زلزال يهتز على الجسر الذي يربطون به الجهاز؛ وبالتالي استنتجوا أن الادعاء بأن الجهاز أنتج زلزالًا هو ادعاءٌ كاذب (بمعنى «خرافةٌ دُمرت»).